# 1666
Епоха великих географічних відкриттів •  Ганза •  Річ Посполита •  Запорозька Січ •  Руїна

## Геополітична ситуація
Османську імперію очолює Мехмед IV (до 1687). Під владою османського султана перебувають Близький Схід та Єгипет, Середземноморське узбережжя Північної Африки, частина Закавказзя, значні території в Європі: Греція, Болгарія і Сербія. Васалами османів є Волощина та Молдова.
Священна Римська імперія — наймогутніша держава Європи. Її територія охоплює, крім німецьких земель, Угорщину з Хорватією, Богемію, Північну Італію. Її імператор — Леопольд I Габсбург (до 1705).
Габсбург Карл II Зачарований є королем Іспанії (до 1700). Йому належать Іспанські Нідерланди, південь Італії, Нова Іспанія, Нова Гранада та Нова Кастилія в Америці, Філіппіни. Королем Португалії проголошено Альфонса VI, хоча Іспанія це проголошення не визнає. Португалія має володіння в Бразилії, в Африці, в Індії, в Індійському океані й Індонезії.
Північ Нідерландів займає Республіка Об'єднаних провінцій. Вона має колонії в Північній Америці, Індонезії, на Формозі та на Цейлоні. Король Франції — Людовик XIV (до 1715). Король Англії — Карл II Стюарт (до 1685). Англія має колонії в Північній Америці та на Карибах. Король Данії та Норвегії — Фредерік III (до 1670), король Швеції — Карл XI (до 1697). На Апеннінському півострові незалежні Венеціанська республіка та Папська область. Королем Речі Посполитої є Ян II Казимир (до 1668).
Царем Московії є Олексій Михайлович (до 1676). Козацьку державу на Правобережжі очолює Петро Дорошенко, на Лівобережжі — Іван Брюховецький. На півдні України існує Запорозька Січ. Існують Кримське ханство, Ногайська орда.
В Ірані правлять Сефевіди.
Значними державами Індостану є Імперія Великих Моголів, в якій править Аурангзеб, Біджапурський султанат, султанат Голконда, Віджаянагара. В Китаї править Династія Цін. У Японії триває період Едо.

## Події

### В Україні
- Розпочалася Польсько-козацько-татарська війна.
  - Кримським ханом став Аділь Ґерай.
  - Правобережний гетьман Петро Дорошенко визнав протекторат Кримського ханства.
  - У грудні козацько-татарські сили здобули перемогу над поляками в битві під Браїловим.
- На Січі кошовим отаманом обрано Івана Ждана, який прогнав московську залогу з Кодака.

### У світі
- У Москві рішенням церковного собору патріарха Никона позбавлено сану, але його реформа залишилася дійсною.
  - засновано Улан-Уде.
- У Речі Посполитій Єжи-Себастьян Любомирський домовився з королем Яном Казимиром про вибори нового короля.
- Триває Друга англо-голландська війна. Війну Англії оголосила також Франція, хоча її участь незначна.
  - 11—14 червня відбулася Чотириденна битва, в якій нідерландці на чолі з Міхіелем де Рюйтером завдали поразки англійському флоту в Північному морі.
  - 4 серпня англійці взяли реванш у Дводенній битві. Англійським флотом командували принц Рупрехт Пфальцький та генерал Монк.
  - 9—10 серпня англійський адмірал Роберт Голмс влаштував багаття зі 150 нідерландських купецьких суден поблизу острова Терсхеллінг.
- Епідемія чуми в Лондоні пішла на спад. 1 лютого до міста повернувся король.
- 2 вересня, рано вранці, в Лондоні почалась Велика пожежа. Вона тривала до 5 вересня й завдала місту значної шкоди.
- Завалилася вежа церкви Святого Петра в Ризі. Загинуло 8 людей.
- Саббатай Цеві в Стамбулі зрікся віри й перейшов у іслам.
- Мулай ар-Рашид захопив Фес, започаткувавши династію Алауїтів у Марокко.
- Державу Сефевідів очолив Солейман Сефі.

## Наука і культура
- Annus mirabilis Ісаака Ньютона:
  - 3 березня, за легендою, Ньютон спостерігав падіння яблука, що призвело до відкриття гравітації.
  - Використавши призму, Ньютон розклав світло у спектр.
  - Сформульовано основи математичного аналізу.
- Перша писана згадка про вертеп у матеріалах Львівського Ставропігіального Братства.
- На пропозицію Кольбера засновано Французьку академію наук.
- У Парижі відбулася прем'єра п'єси Мольєра «Мізантроп».
- Засновано Лундський університет.

## Народились
див. також Категорія:Народились 1666

## Померли
див. також Категорія:Померли 1666
- 20 січня — у Парижі у віці 64 років померла Анна Австрійська
- 22 січня — в Агрі (Індія) у віці 74 років помер Шах Джахан Мугал, імператор Індії